# Gabby Williams
Gabrielle Lisa Williams (Sparks, 9 de setembro de 1996) é uma jogadora francesa de basquete profissional que atualmente joga pelo Los Angeles Sparks da Women's National Basketball Association (WNBA).
Ela foi escolhida em 4º lugar no geral pelo Chicago Sky no draft da WNBA de 2018. Em 2019, jogou pelo Spar Citylift Uni Girona (Catalunha, Espanha) e venceu o Campeonato Espanhol. Nos Jogos Olímpicos de Verão de 2024, em Paris, conquistou a medalha de prata no torneio feminino do basquetebol, após confronto na final contra a equipe dos Estados Unidos.